# Крестовый поход Альфонса I Арагонского в Андалусию
Крестовый поход Альфонса I Арагонского в Андалусию — завоевательная кампания короля Альфонсо I Арагонского со 2 сентября 1125 по июнь 1126 года на территории Аль-Андалуса, включившая в себя поражение мусульманской армии в сражении у Арнисола (близ Лусены) и переход под власть христианского короля 40 000 мосарабов, поселившиеся после этого в долине реки Эбро.
Первоначальная цель похода заключалась в установлении христианского правления в Гранаде, христианское население которой просило о помощи короля Арагона из-за религиозного фанатизма местных правителей. Альфонсо Арагонский начал масштабное вторжение в мусульманские земли, однако взять Гранаду не сумел. Несмотря на это, поход вошел в историю как один из самых смелых в истории Реконкисты, а Альфонсо Арагонский приобрел славу и почетный титул «Hueste de España» — «Хозяин Испании».

## Подготовка похода
Завоевания Альфонсо I крупных городов тайфы Сарагоса (Сарагосы, Туделы, Дароки, Калатаюда) привели к массовой миграции в этот регион христианского населения с занятых мусульманами областей. Довольно скоро обнаружился дефицит земель для новых поселенцев. Кроме того, новая граница между христианскими и мусульманскими землями стала значительно протяженнее, что требовало больших усилий для её защиты.
В 1124 году христианские правители северной Испании начали подготовку к новому военному вторжению на территорию Аль-Андалуса. Официальным поводом к этому стало обращение мосарабов Гранады во главе с Ибн аль-Каласом, искавших поддержку короля Альфонсо I против религиозного фанатизма альморавидского губернатора города, Абу-Тахир Темима ибн-Юсуфа.
Король Альфонсо начал с того, что зимой 1124 года вместе с войсками Гастона IV Беарнского, правителя Сарагосы, занял форт у ущелья Беникадель. Тем самым король обеспечил себе безопасный проход на юго-восток, в мусульманские земли.
Арабские хроники указывают, что к тому времени мосарабы Альпухарр неоднократно направляли письма королю Арагона с просьбой прибыть в Гранаду, где христианский государь нашел бы поддержку тысяч христианских воинов. Наконец, подогревали настроения Альфонсо и его окружения мысли о захвате сельскохозяйственных угодий и ткацкого ремесла Гранады.
В марте 1125 года состоялась встреча в Ункастильо, на которой была разработана стратегия будущего похода. Альфонсо поддержали Гастон IV, граф Бигорра Сантюль II, аквитанский магнат Ожье III де Мирамон, а также епископы Эстебан из Уэски и Педро Либрана из Сарагосы.

## Прибытие похода в Гранаду (сентябрь 1125 — январь 1126)
Альфонсо I снарядил для похода армию их примерно четырёх или пяти тысяч рыцарей и около пятнадцати тысяч пехотинцев, хотя хроники обычно дают преувеличенные цифры, и численность армии христиан должна быть снижена, вероятно, до тысячи или пятисот рыцарей и неопределенного числа пехотинцев. Это более вероятные цифры, учитывая возможности Арагона и союзников Альфонсо. К походу также присоединились ополченцы городов Сарагосы.
Христианская армия миновала Валенсию, гарнизон которой не стал атаковать, и двинулась юг к Дении, где опустошила и разграбила несколько деревень. Через перевалы Хатива и Пенья Кадиелья она вышла к Мурсии, Альманзоре и Пурчене и встала лагерем у Тихолы на восемь дней.
Не встречая сопротивления, христианская армия достигла Басы и нашла его слабо защищенным. Однако попытка штурма провалилась, и поход переориентировался на Гуадикс. Избегая лобовой атаки, войска Альфонсо обошли город с запада и начали штурм в районе городского кладбища. После взятия города армия осталась в нём на месяц, чтобы пополнить запасы и встретить Рождество.
Альфонсо I решил направить письма окрестным христианским общинам, чем выдал своё присутствие. Губернатор Гранады Темим ибн-Юсуф испытывал трудности в подавлении мятежа мосарабов в городе и не мог выступить против Альфонсо. Он запросил подкрепления у губернаторов Мурсии и Валенсии, а также у своего брата, эмира Альморавидов Али ибн-Юсуфа, который послал большое войско из Африки.
Альфонсо тем временем выступил к Гранаде 7 января 1126 года, подкрепленный местным христианскими ополченцами, и его армия (если верить довольно ненадежным андалусийским хроникам) достигла численности в пятьдесят тысяч человек. Согласно хронике Ордерика, Альфонсо принял в качестве подкрепления около десяти тысяч мосарабов Гранады.

## Манёвры вблизи Гранады
Не решаясь атаковать Гранаду, Альфонсо I встал лагерем в городе Нивар более чем на десять дней, ожидая либо сражения, либо победы восстания внутри Гранады. Однако ожидание затягивалось, и король начал упрекать старейшину мосарабов Гранады Ибн аль-Каласа в несоблюдении соглашения. Тем временем, к городу подходили мусульманские войска, а христианская армия окончательно лишилась эффекта неожиданности.
Не имея возможности оставаться более в Ниваре, войска Альфонсо начали опустошать поля Вега-де-Гранада, а также разграбили Марасену и Пинос-Пуэнте. Далее они отправились к Кордове, заняв Луке, Баэну и Эспехо, а затем повернули на юго-запад в районе Кабры и Лусены. После этого армия Альфонсо вернулась, чтобы разграбить Агилар-де-ла-Фронтера.
В то время, пока король Арагона двигался к югу от Кордовы, Абу Бакр, сын эмира Али ибн Юсуфа, выступил с войсками из Севильи, чтобы встретить христианскую армию, и настиг её у Арнисола (ныне — Ансул, муниципалитет Пуэнте-Хениль) недалеко от Лусены. Здесь 10 марта 1126 года состоялось сражение, завершившееся решительной победой христиан. В это время в замке Салданья (Паленсия) скончалась бывшая жена Альфонсо I Уррака, и трон Кастилии занял Альфонсо VII.

## Завершение похода
После победы в битве при Арнисоле Альфонсо I направился на юг по узким долинам вдоль Альпухарр и достиг побережья в районе Велес-Малаги. Здесь Альфонсо собирался погрузить войска на корабли и направиться домой, чтобы отстоять трон Кастилии. Однако король не решился нарушить данную клятву изгнать мусульманских правителей из Гранады.
От Велес-Малаги христианская армия отправилась на север в направлении Гранады и на три дня встала лагерем в городе Дилар, а затем переместилась в Альхендин, по пути отразив несколько атак Альморавидов. Два дня спустя Альфонсо I пришел на равнину Гранады и укрепился в Ла-Субии, в шести километрах от столицы, внимательно следя за перемещением мусульманских отрядов.
В то время к Гранаде прибыли подкрепления Альморавидов из Мекнеса и Феса во главе с Абу аль-Тузйином и Иналу Ламтуни. Они преследовали Альфонсо I, который был вынужден отступить на север. Давление мусульманской армии было столь велико, что войскам Альфонсо пришлось поспешно отступать на восток, к побережью, отбивая постоянные атаки. Измотанная армия христиан во главе с Альфонсо Арагонским вернулась в июне 1126 года домой, поредевшая, но в целом довольная достигнутым — победой в единственном крупном сражении и доставлением в Сарагосу 40 тысяч мосарабов из Гранады.